# Герб Гатино
Герб Гатино — официальный символ квебекского города Гатино, наряду с флагом. Был принят вскоре после того, как Гербовый колледж подарил его городу в 1933 году. Упразднён в 2002 году после слияния провинциальных муниципалитетов в 2000—2006 гг.. 

## Символика
Щит
- В золотом поле изображён синий зубчатый пояс, который олицетворяет реку Оттава. Три зелёные ели (2:1) — лесозаготовительная промышленность города, процветавшая во времена торговли древесиной на реке Оттаве[англ.], золотой цвет — богатство и процветание, полученное благодаря этой отрасли. Зелёная кайма, обременённая десятью золотыми гонтами, символизирует собой те дни, когда по рекам Оттава и Гатино перевозили брёвна[3].

Девиз
- Латинская фраза «Fortunae meae, multorum faber» отсылает к лесной промышленности, раннее бывшей основной отраслью города, а также к работе многих жителей Гатино[3].